# Cisery
Cisery ist eine Ortschaft und eine ehemalige französische Gemeinde mit 52 Einwohnern (Stand: 1. Januar 2022) im Département Yonne in der Region Bourgogne-Franche-Comté (vor 2016 Bourgogne). Sie gehörte zum Arrondissement Avallon und zum Kanton Chablis (bis 2015 Guillon).
Mit Wirkung vom 1. Januar 2019 wurden die früheren Gemeinden Guillon, Cisery, Sceaux, Trévilly und Vignes zur Commune nouvelle Guillon-Terre-Plaine zusammengeschlossen und haben dort den Status einer Commune déléguée. Der Verwaltungssitz befindet sich im Ort Guillon.

## Geografie
Cisery liegt etwa 58 Kilometer südöstlich von Auxerre am Serein. Umgeben wurde die Gemeinde Cisery von den Nachbargemeinden Trévilly im Norden und Westen, Guillon im Norden und Osten, Savigny-en-Terre-Plaine im Süden Saint-André-en-Terre-Plaine im Süden und Südwesten.

## Bevölkerungsentwicklung
| Jahr                      | 1962 | 1968 | 1975 | 1982 | 1990 | 1999 | 2006 | 2013 |
| ------------------------- | ---- | ---- | ---- | ---- | ---- | ---- | ---- | ---- |
| Einwohner                 | 110  | 101  | 89   | 70   | 73   | 62   | 61   | 52   |
| Quelle: Cassini und INSEE |      |      |      |      |      |      |      |      |

## Sehenswürdigkeiten
- Kirche Saint-Aignan aus dem 18. Jahrhundert,
- Reste einer Burg aus dem 14. Jahrhundert, heute Gutshof, Monument historique

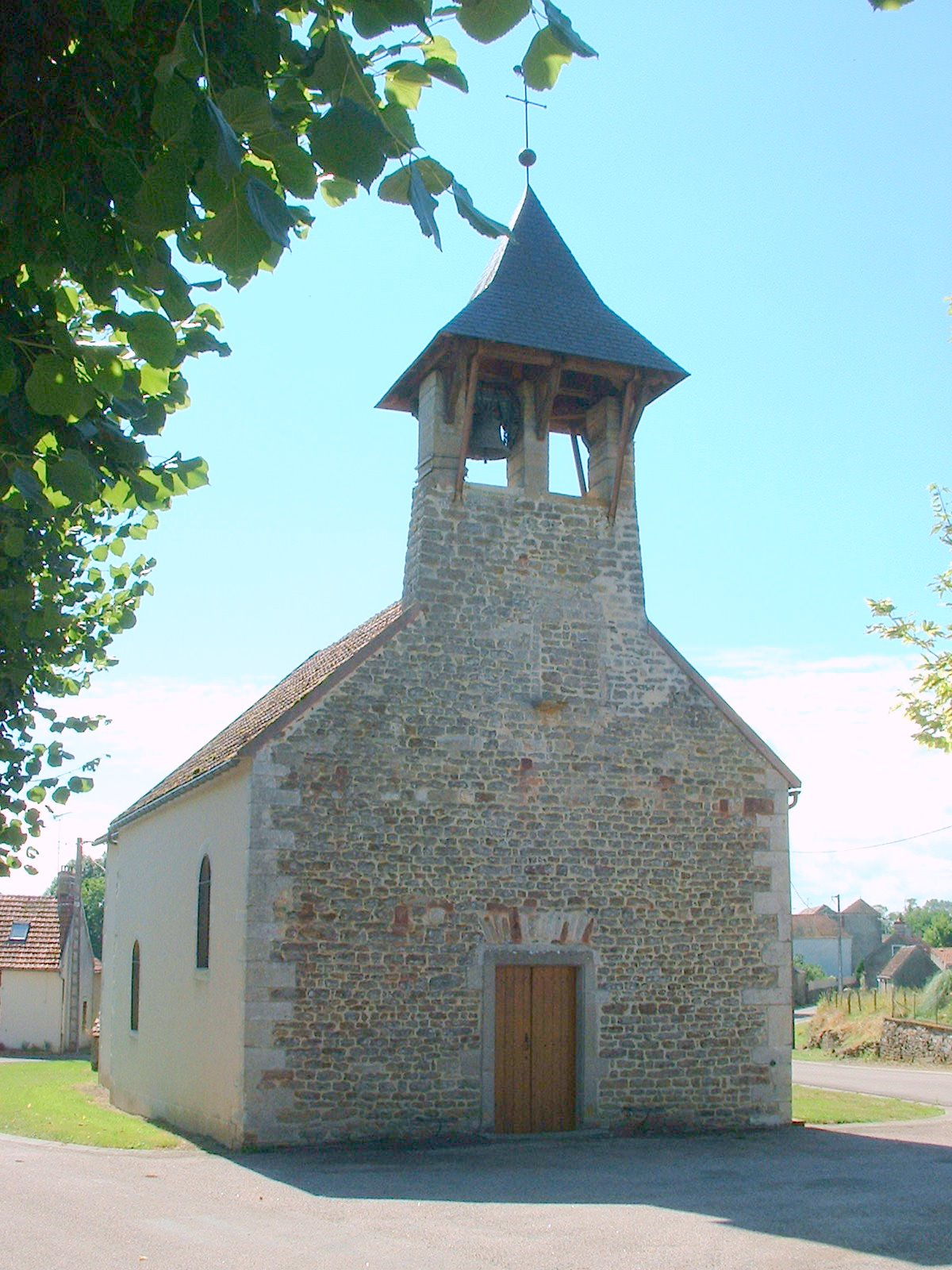
Kirche Saint-Aignan
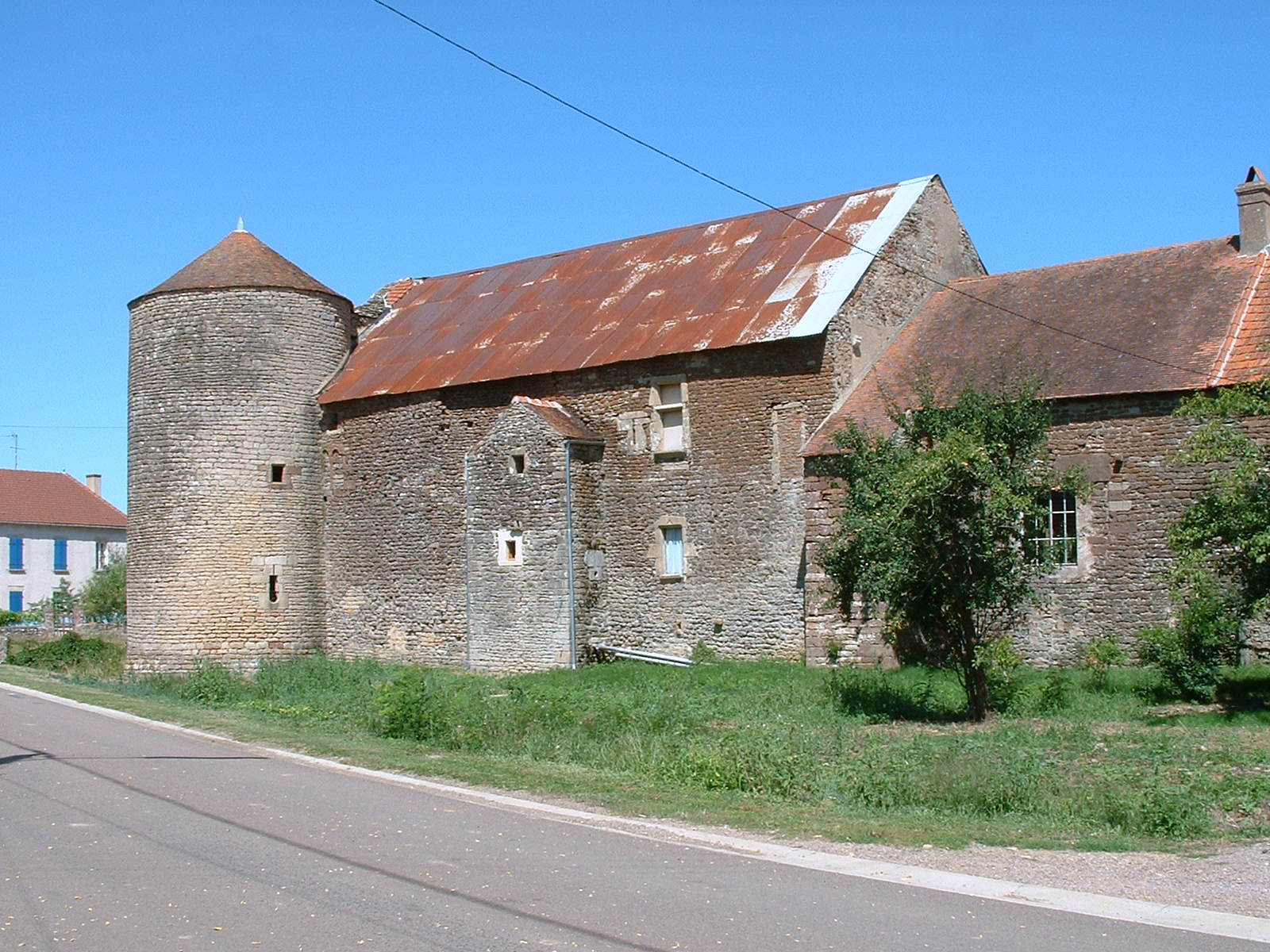
Reste der Burg (heutiger Gutshof)